# Subprocuraduría Especializada en Investigación de Delincuencia Organizada
La Subprocuraduría Especializada en Investigación de Delincuencia Organizada (SEIDO), antes SIEDO, es una dependencia de la Procuraduría General de la República en México que coordina fuerzas policíacas federales en la lucha contra la delincuencia organizada. Sus funciones incluyen la investigación de actividades de crimen organizado y entablar acción judicial contra sus miembros. Desde marzo de 2015, su titular es Alonso Israel Lira Salas, extitular de la Procuraduría General de Justicia del Estado de Aguascalientes.

## Historia
La SEIDO se formó a raíz de un escándalo de 2003 en el que se halló a agentes de la Fiscalía Especializada para la Atención a Delitos Contra la Salud (FEADS) trabajando activamente a favor de (o para proteger a) cárteles mexicanos de la droga. Como resultado de ello, la SIEDO se formó con 117 agentes cuyos antecedentes y perfiles psicológicos fueron investigados intensamente, con la esperanza de que los agentes propensos a ser corrompidos por los cárteles mexicanos fueran eliminados antes de que pudieran entrar a la fuerza.
En septiembre del 2012 la Subprocuraduría de Investigación Especializada en Delincuencia Organizada, conocida como SIEDO, pasó a llamarse Subprocuraduría Especializada en Investigación de Delincuencia Organizada (SEIDO).

## Áreas
Las áreas integrantes de la SEIDO son:
- Unidad Especializada en Investigación de Delitos contra la Salud
- Unidad Especializada en Investigación de Terrorismo, Acopio y Tráfico de Armas
- Unidad Especializada en Investigación de Operaciones con Recursos de Procedencia Ilícita y de Falsificación o Alteración de Moneda
- Unidad Especializada en Investigación de Delitos en Materia de Secuestros
- Unidad Especializada en Investigación de Tráfico de Menores, Indocumentados y Órganos
- Unidad Especializada en Investigación de Asalto, Robo de Vehículos e Hidrocarburos